# 오미가와역 (니가타현)
あ오미가와역(일본어: 青海川駅)은 일본 니가타현 가시와자키시에 있는, 동일본 여객철도 신에쓰 본선의 철도역이다.
쓰루미선의 우미시바우라역, 센세키선의 리쿠젠오쓰카역과 함께 "일본에서 가장 바다와 가까운 곳에 있는 역"이라 직접 홍보하고 있는 역이다. 역사에서 동해(니혼카이)와 오미가와 해수욕장이 보인다. TBS TV의 드라마 《고등학교 교사》를 시작으로 호리키타 마키가 출연한 다큐멘터리 《바로 너머의 일본을 보러 떠나다 - 소녀와 철도, 한붓으로 그린 여름》 (その先の日本を見に。～少女と鉄道・一筆書きの夏～) 등 일본의 여러 영상매체에서 이 역을 다룬 바 있다.

## 역 구조
상대식 2면 2선 구조의 지상역이다. 양쪽 승강장은 과선교로 이어져 있으며, 나가오카역이 관리하는 무인역이다.

### 승강장
| (남쪽) | ■ 신에쓰 본선 (상행) | 사이가타 · 나오에쓰 방면   |
| (북쪽) | ■ 신에쓰 본선 (하행) | 가시와자키 · 나가오카 방면 |

## 역세권 정보
- 오미가와 해수욕장

## 인접역
| 동일본 여객철도 신에쓰 본선 | 동일본 여객철도 신에쓰 본선 | 동일본 여객철도 신에쓰 본선 |
| --------------------------- | --------------------------- | --------------------------- |
| 가사시마 나오에쓰 방면      | ■ 보통                      | 구지라나미 니가타 방면      |